# Gare de Velaux - Coudoux
La gare de Velaux - Coudoux est une gare ferroviaire française, non exploitée, de la ligne de Rognac à Aix-en-Provence, située sur le territoire de la commune de Velaux à proximité de Coudoux, dans le département des Bouches-du-Rhône en région Provence-Alpes-Côte d'Azur.
Elle est mise en service en 1856 par la  Compagnie du chemin de fer de Lyon à la Méditerranée (LM) et fermée au service des voyageurs dans la 2e moitié du XXe siècle.

## Situation ferroviaire
Établie à 70 mètres d'altitude, la gare de Velaux - Coudoux est située au point kilométrique (PK) 6,629 de la ligne de Rognac à Aix-en-Provence, entre les gares de Rognac et de Roquefavour (fermée).

## Histoire
La station de Velaux est mise en service le 10 octobre 1856 par la Compagnie du chemin de fer de Lyon à la Méditerranée, lorsqu'elle ouvre à l'exploitation la ligne de Rognac à Aix, embranchement de la ligne d'Avignon à Marseille.
Elle est fermée au service des voyageurs dans la 2e moitié du XXe siècle.